# Rhinolophus huananus
Rhinolophus huananus (Wu, Motokawa & Harada, 2008) è un Pipistrello della famiglia dei Rinolofidi diffuso nella Cina meridionale.

## Descrizione

### Dimensioni
Pipistrello di piccole dimensioni, con la lunghezza della testa e del corpo tra 33,49 e 40 mm, la lunghezza dell'avambraccio tra 39,30 e 43,12 mm, la lunghezza della coda tra 14 e 22 mm, la lunghezza delle orecchie tra 19,43 e 22,59 mm.

### Aspetto
La pelliccia è di lunghezza media. Le parti dorsali sono bruno-giallastre più scure sulle spalle, mentre le parti ventrali sono leggermente più chiare. La base dei peli è ovunque bianco-grigiastra. Le orecchie sono di lunghezza media. La foglia nasale presenta una lancetta triangolare e con la punta arrotondata, un processo connettivo elevato e con il profilo arrotondato, una sella corta e ricoperta di piccoli peli chiari. La porzione anteriore è larga, copre quasi completamente il muso ed ha una foglietta supplementare sotto di essa. Le membrane alari sono marroni scure. La coda è lunga ed inclusa completamente nell'ampio uropatagio.  Il primo premolare superiore è piccolo e situato lungo la linea alveolare.

## Biologia

### Alimentazione
Si nutre di insetti.

## Distribuzione e habitat
Questa specie è diffusa nelle province cinesi meridionali del Guangdong, Guangxi e Jiangxi.

## Conservazione
Questa specie, essendo stata scoperta solo recentemente, non è stata sottoposta ancora a nessun criterio di conservazione.